# Lower Foster Lake
Lower Foster Lake är en sjö i Kanada.   Den ligger i provinsen Saskatchewan, i den centrala delen av landet, 2 400 km nordväst om huvudstaden Ottawa. Lower Foster Lake ligger 531 meter över havet.
I omgivningarna runt Lower Foster Lake växer i huvudsak blandskog. Trakten runt Lower Foster Lake är nära nog obefolkad, med mindre än två invånare per kvadratkilometer.